# Folklore- und Ethnologiemuseum von Makedonien und Thrakien

Blick in die Dauerausstellung „Wassermühlen von Makedonien und Thrakien: Getreidemühlen, Sägemühlen, Walkmühlen in der traditionellen Gesellschaft“

Blick in die Dauerausstellung „Makedonien: Traditionelle Trachten, 1860-1960.“

Das Folklore- und Ethnologiemuseum von Makedonien und Thrakien (griechisch Λαογραφικό και Εθνολογικό Μουσείο Μακεδονίας-Θράκης Laografikó ke Ethnologikó Mousío Makedonías-Thrákis) ist ein Museum in Thessaloniki in Griechenland.

## Gebäude
Das Museum befindet sich in einem Gebäude, das als Altes Regierungsgebäude oder Villa Modiano bekannt ist und das 1906 vom Architekten Eli Modiano auf einem 5 Hektar großen Grundstück am Meer für seinen Vater, den Bankier Jacob Modiano, erbaut wurde.

### Geschichte
Das Gebäude wurde 1913 von der griechischen Regierung erworben. 1947 wurde es als Medizinschule der Armee genutzt, in den frühen 1960er Jahren als Priesterschule und am Ende des Jahrzehnts als Residenz des Ministers für Nordgriechenland. Als es 1970 an das Kulturministerium überging, um als Museum genutzt zu werden, erfolgte zunächst von 1970 bis 1972 eine sorgfältige Restaurierung.

### Architektur
Das Museum erstreckt sich über vier Ebenen, mit einem Souterrain, zwei Stockwerken und einem Dachgeschoss, mit einer Gesamtfläche von 1200 m². Jede Ebene hat einen großen zentralen achteckigen Raum, um den die Räume asymmetrisch anliegen. Architektonisch ist es ein eklektischer Bau, der stark vom Jugendstil beeinflusst ist. Besonders beeindruckend ist die doppelte Loggia mit Blick auf das Meer. Auf der anderen Gebäudeseite ist der Aufbau der Fassaden dreigeteilt nach dem Muster „Sockel - Stamm - Krone“, mit schwerem, unregelmäßigem Steinmauerwerk im Untergeschoss, einer leichteren Anmutung im Stamm durch verputzte Oberflächen, freiliegende Sockel und große Öffnungen, während das Dach (die „Krone“) durch Schuppenziegel und Fenster geprägt ist. Bei der zweiten großen Sanierung Ende der 1990er Jahre wurde das Atrium der 3. Etage überdacht. 2008 wurde ein Turm mit einem Fluchttreppenhaus errichtet.

## Museum
Das Museum sammelt, erforscht und studiert die Zeugnisse der traditionellen Kultur in Makedonien und Thrakien und präsentiert sie der Öffentlichkeit in Wechselausstellungen. Die Sammlungen des Museums umfassen rund 15.000 Objekte (gewebte Textilien, Stickereien, lokale Trachten, Werkzeuge, Waffen, Haushaltsgegenstände, Musikinstrumente und Holzschnitzereien sowie Geräte zur Holz- und Metallverarbeitung). Es verfügt außerdem über eine Fachbibliothek, ein Fotoarchiv, eine Schallplattenbibliothek und eine Tonbibliothek.

## Ausstellungen
Die Dauerausstellungen konzentrieren sich auf die Grundbedürfnisse der menschlichen Gesellschaft nach Nahrung, Obdach und Kleidung. Heute werden im Museum zwei Dauerausstellungen gezeigt.
Die erste dieser Ausstellungen, „In den Wassermühlen von Mazedonien und Thrakien: Getreidemühlen, Sägemühlen, Walkmühlen in der traditionellen Gesellschaft“, dient als Einführung und befasst sich mit der vorindustriellen Technologie und der Nutzung von Wasser als Energiequelle zum Mahlen von Getreide, zur Verarbeitung von Baumstämmen und zum Walken von Wollkleidung. Diese Ausstellung verbindet und kündigt die folgenden Ausstellungen an.
Die zweite Dauerausstellung „Makedonien-Thrakien: Traditionelle Trachten, 1860-1960“, die 2005 eröffnet wurde, umfasst 55 Trachten der geographischen griechischen Regionen Makedonien und Thrakien sowie der angrenzenden Regionen (Nordmazedonien, Ostthrakien, Ostrumelien, der Schwarzmeerküste und Kleinasien), soweit sie von geschlossenen, großen Gemeinschaften griechischer Herkunft bewohnt waren.